# Aeschlen bei Oberdiessbach
Pour les articles homonymes, voir Aeschlen.
Aeschlen bei Oberdiessbach (officiellement Aeschlen) est une localité et une ancienne commune suisse du canton de Berne. Son ancien numéro OFS est le 0601.

## Géographie
Selon l'Office fédéral de la statistique, Aeschlen bei Oberdiessbach mesure 4,88 km2. 4,5 % de cette superficie correspond à des surfaces d'habitat ou d'infrastructure, 59,4 % à des surfaces agricoles, 35,9 % à des surfaces boisées et 0,2 % à des surfaces improductives.
Depuis le 1er janvier 2010, l'ancienne commune a fusionné avec Oberdiessbach.

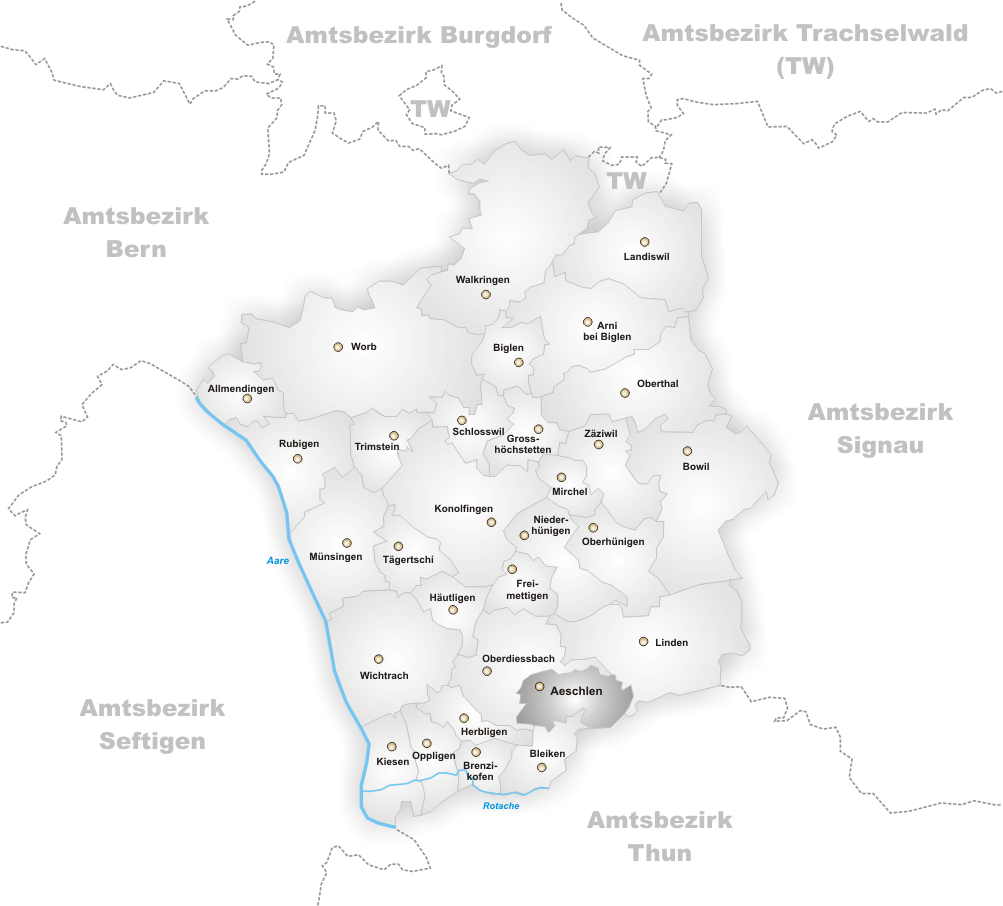
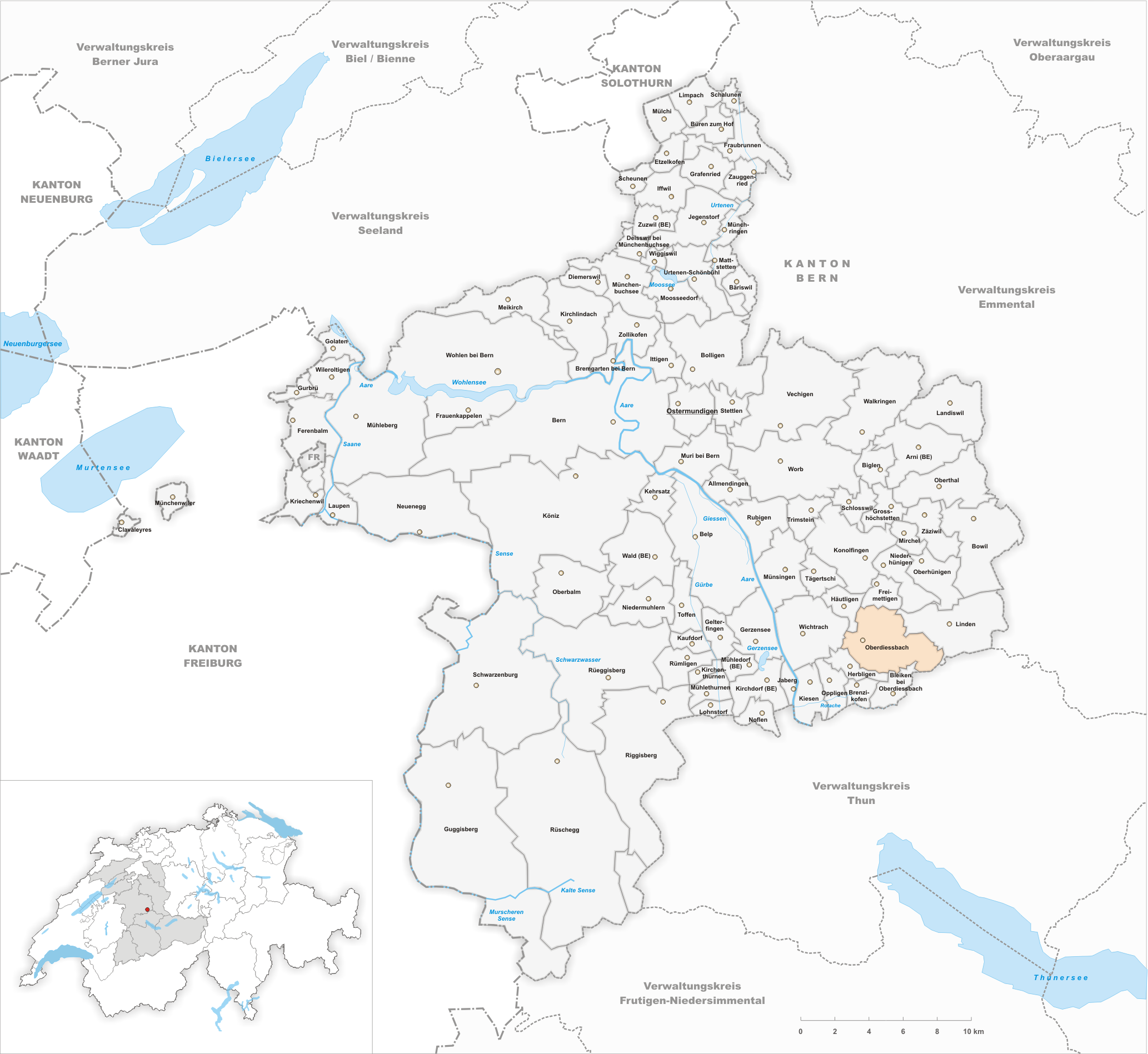

## Démographie
Selon l'Office fédéral de la statistique, Aeschlen bei Oberdiessbach compte 305 habitants en 2009. Sa densité de population atteint 63 hab./km2.
Le graphique suivant résume l'évolution de la population d'Aeschlen bei Oberdiessbach entre 1850 et 2009 :